# Vasile Stîngă
Vasile Stîngă, född 21 januari 1957 i Hunedoara i länet Hunedoara, är en rumänsk handbollstränare och före detta handbollsspelare (vänster-/mittnia). Trots Stîngăs i sammanhanget ringa kroppslängd 1,88 meter var han en fruktad niometersskytt. Han gjorde 1 414 landslagsmål på 216 landskamper, vilket är flest landslagsmål för Rumänien genom tiderna.

## Spelarkarriär

### Klubblag
Från 1977 till 1989 spelade Vasile Stîngă för Steaua București. Med klubben blev han rumänsk mästare tio gånger (1979–1985 och 1987–1989) och två gånger rumänsk cupmästare (1981 och 1985). År 1989 nådde Steaua också finalen i Europacupen (nuvarande Champions League). Där blev de besegrade i finalen av sovjetiska SKA Minsk, efter att först vunnit hemmamötet med 30–24, men sedan förlorat med 23–37 i Minsk. År 1989 fick Stîngă tillåtelse av den rumänska staten att flytta västerut och värvades av spanska CB Avidesa Valencia. Med Valencia vann han den spanska cupen 1992. År 1992 blev han tvungen avsluta sin karriär efter en allvarlig knäskada.

### Landslag
Vasile Stîngă var med och tog OS-brons vid både OS 1980 i Moskva och OS 1984 i Los Angeles. Vid båda turneringarna gjorde han flest spelmål av alla spelare. Vid VM 1982 i Västtyskland vann han turneringens skytteliga, med 65 mål på sju matcher. Det var då ett nytt VM-rekord. Laget kom på femte plats.

## Klubbar
- Metalul Hunedoara (–1977)
- CSA Steaua București (1977–1989)
- CB Avidesa Valencia (1989–1992)